# Cotinhac
Cotinhac (en francès Cotignac) és un municipi francès situat al departament del Var i a la regió de Provença – Alps – Costa Blava.

## Demografia
| 1962                                       | 1968  | 1975  | 1982  | 1990  | 1999  | 2006  |
| ------------------------------------------ | ----- | ----- | ----- | ----- | ----- | ----- |
| 1.294                                      | 1.398 | 1.636 | 1.628 | 1.792 | 2.026 | 2.146 |
| Des de 1962: població sense dobles comptes |       |       |       |       |       |       |

## Administració
| Període   | Identitat         | Partit |
| --------- | ----------------- | ------ |
| 1977-1983 | Henri Martin      |        |
| 1983-1990 | Hubert Blanc      |        |
| 1990-2020 | Jean-Pierre Veran | PR     |
| 2020-     | Anthony Patheron  | NPA    |